# Râul Blăgești, Bistrița
Râul Blăgești este un curs de apă, afluent al râului Bistrița.  Cursul inferior al râului a fost modificat din cauza amenajării hidroenergetice a Bistriței. În prezent el este interceptat de canalul colector în lungul malului drept al lacului de acumulare Buhuși și se varsă în Bistrița aval de barajul Buhuși